# Spilosoma pseudomaenas
Spilosoma pseudomaenas är en fjärilsart som beskrevs av Rothschild 1910. Spilosoma pseudomaenas ingår i släktet Spilosoma och familjen björnspinnare. Inga underarter finns listade i Catalogue of Life.